# (77560) Furusato
(77560) Furusato est un astéroïde de la ceinture principale.

## Description
(77560) Furusato est un astéroïde de la ceinture principale. Il fut découvert le 17 mai 2001 à Saji par l'observatoire de Saji. Il présente une orbite caractérisée par un demi-grand axe de 2,34 UA, une excentricité de 0,18 et une inclinaison de 3,2° par rapport à l'écliptique.

## Compléments

### Nom
Le nom vient de la chanson japonaise Furusato.